# Sporysz

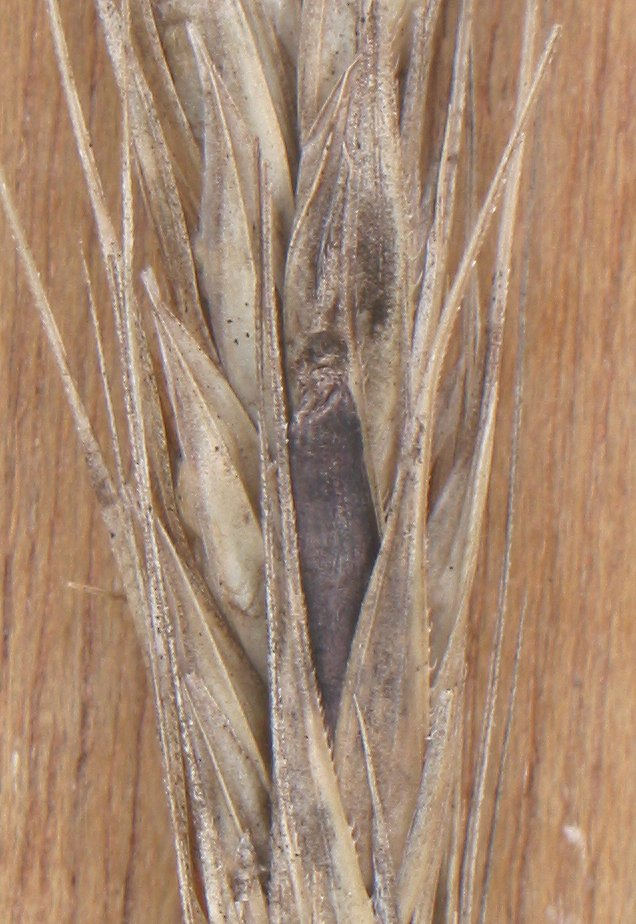
Sporysz w kłosie żyta.

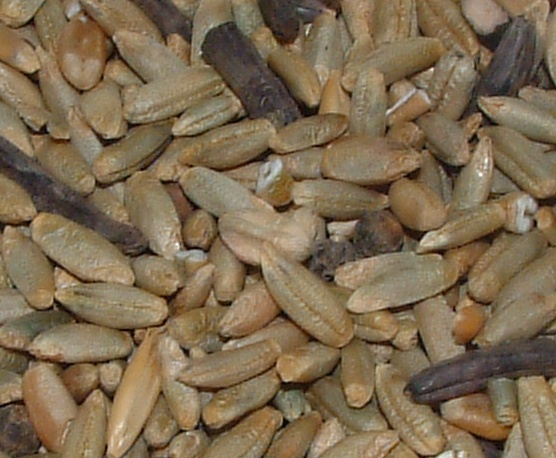
Sporysz w ziarnach żyta

Sporysz – przetrwalnik pasożytniczego grzyba buławinki czerwonej (Claviceps purpurea) z rodziny Clavicipitaceae. Grzyb ten atakuje około 400 gatunków roślin z rodziny wiechlinowatych (Poaceae) wywołując chorobę zwaną sporyszem zbóż i traw.
Sporysz zawiera wiele alkaloidów – ergotaminę, ergotynę, ergokrystynę, ergobazynę, aminokwasy: tyrozynę, tryptofan, histydynę, leucynę, kwas asparaginowy, betainę i aminy biogeniczne: histaminę i tyraminę, i inne.
Sporysz u ludzi i zwierząt powoduje chorobę z grupy mykotoksykoz. Dawniej domieszka sklerot (przetrwalników) sporyszu w ziarnach zbóż i dalej w mące stosowanej do spożycia była przyczyną halucynacji, przykurczów mięśni, prowadzących z powodu niedokrwienia do martwicy tkanek (w szczególności kończyn). Zatrucie sporyszem, czyli ergotyzm, było dawniej określane jako „ogień świętego Antoniego” lub „święty ogień” i prowadziło wielokrotnie do masowych halucynacji i zgonów, np. w 994 r. w Akwitanii zmarło z tego powodu ok. 40 tys. ludzi, a w roku 1951 u wielu mieszkańców francuskiej wsi Pont-Saint-Esprit wystąpiły halucynacje, a śmierć poniosło 7 osób. Był i jest również stosowany jako środek wczesnoporonny i przeciwmigrenowy. Obecnie sporysz prawie nie występuje w zbożach dzięki programom ochrony roślin i oczyszczeniu materiału siewnego.
W dawnej farmacji i zielarstwie sporysz był nazywany Secalis mater, Secale cornutum i Calcar. Wykorzystywano go szeroko w ginekologii i położnictwie. W postaci proszków leczniczych używano go w leczeniu krwawień z dróg rodnych, a w postaci ekstraktów płynnych i nalewek na mięśniaki macicy. Przy pomocy przetworów z przetrwalników buławinki czerwonej przeprowadzano również aborcję.
Dziś wykorzystuje się go przy produkcji LSD, jako źródło ergotaminy.